# Eugène Jansson
Eugène Fredrik Jansson (Stoccolma, 18 marzo 1862 – Skara, 15 giugno 1915) è stato un pittore svedese, conosciuto soprattutto per la sua pittura paesaggistica notturna ed urbana, dominata dai toni del blu (tanto da esser denominato "artista del blu"), in riferimento ai Notturni di Chopin, il suo musicista preferito. Verso la fine della propria vita, a partire da circa il 1904 e fino alla morte, si è dedicato quasi esclusivamente a ritratti di nudo artistico maschile.

## Vita e opere

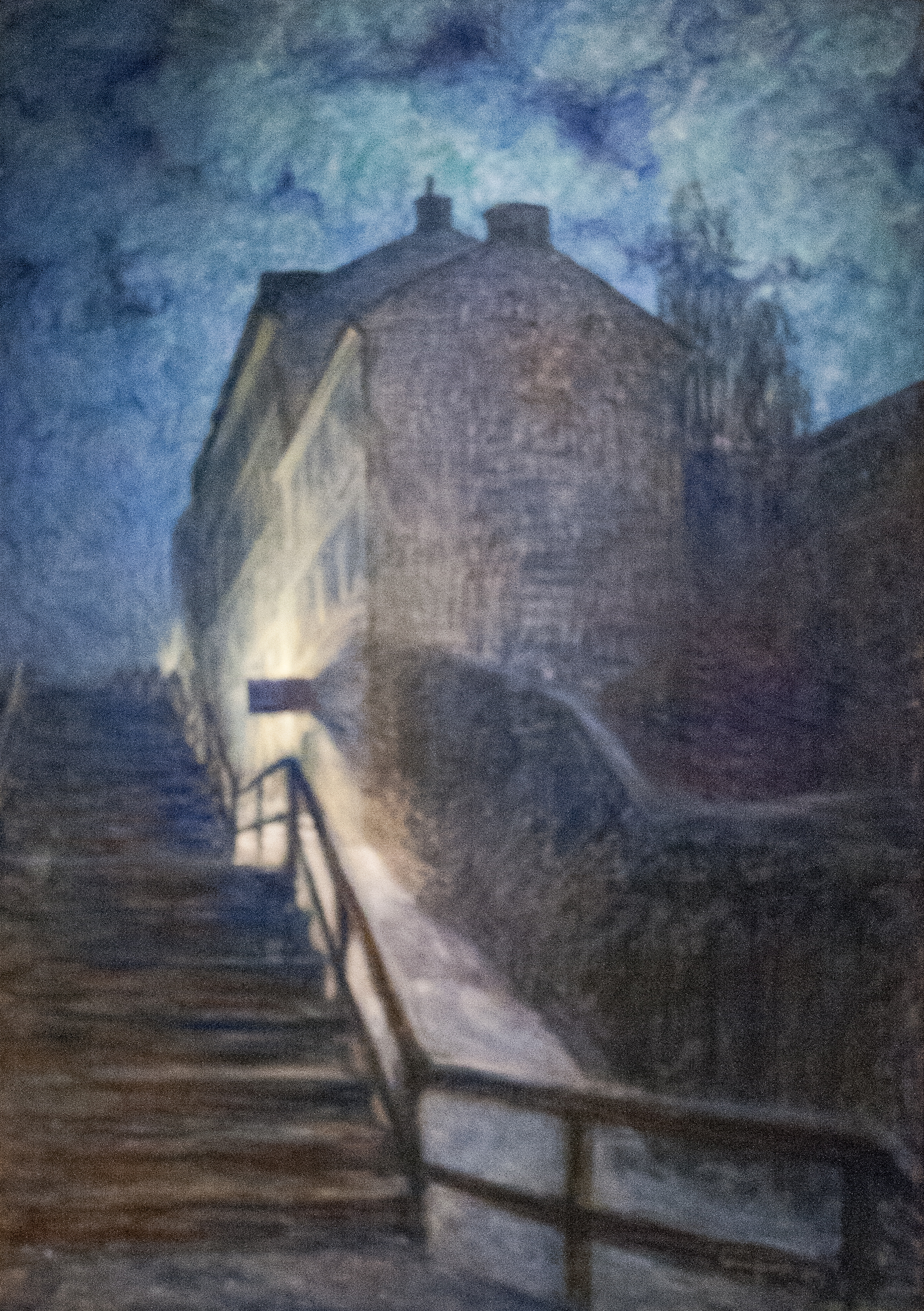
"Motif from Timmermansgatan", 1899.

I genitori, pur appartenendo ad una classe sociale medio-bassa, coltivarono interessi nei confronti dell'arte e della musica ed ebbero progetti ambiziosi nei riguardi dei loro due figli, Eugène e il fratello minore Adrian.  Eugène frequentò la scuola tedesca della capitale e prende lezioni di pianoforte, ma un acuto attacco di scarlattina all'età di quattordici anni gli causò problemi di salute di cui soffrì per il resto della sua vita, sia alla vista che all'udito.
Accettato all'"Royal Swedish Academy of Arts" nel 1881, non avendo i mezzi di sostentamento necessari per seguire la maggior parte dei suoi giovani colleghi fino a Parigi per proseguire ulteriormente gli studi, si trovò costretto a rimanere a Stoccolma. Il suo primo viaggio al di fuori della Scandinavia avvenne solamente all'inizio del 1900, quando acquisì una fama ben consolidata di pittore e la propria situazione economica iniziò lentamente a migliorare.
In qualità di allievo ed assistente del pittore Edvard Perséus, cominciò a produrre alcuni ritratti di natura morta, ma trovò infine il suo soggetto preferito nei motivi di ambiente cittadino che lo circondavano. Inizialmente rimase fortemente influenzato da Edvard Munch, e durante questo periodo aderì al gruppo artistico denominato "Opponenterna" (oppositori), tra i cui membri vi furono anche Carl Larsson, Ernst Josephson, Karl Nordström, Nils Kreuger e Richard Bergh.

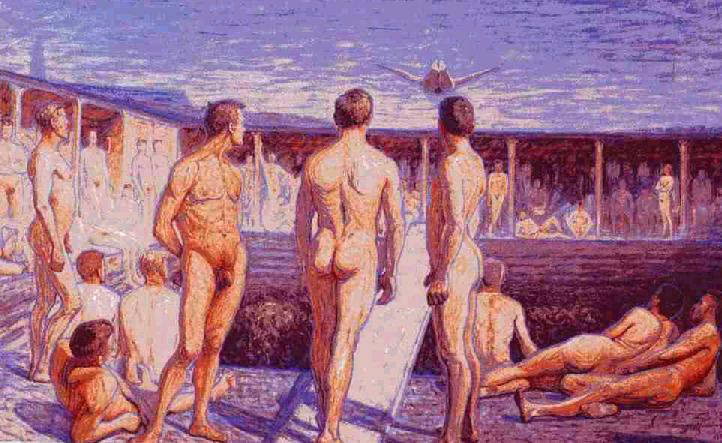
"Scena di balneazione", 1908.

Visse per tutta la vita assieme alla madre e al fratello a Södermalm, nella parte sud di Stoccolma, infine in una casa posizionata su un'altura con vista su Riddarfjärden, Gamla stan e l'intero centro di Stoccolma. Fervente socialista ebbe anche occasione d'incontrare e far la conoscenza con August Strindberg.
La maggior parte dei suoi dipinti, dal 1890 al 1904 ebbe come oggetto dei paesaggi, per lo più vedute notturne, dominati dalle tonalità di blu con pennellate molto visibili e spesso intersecate l'una con l'altra. Lungo il corso degli anni il suo stile pittorico si mosse però sempre più verso una tecnica di semplificazione ed astrazione. Al termine del proprio "periodo blu" dalla massa blu scuro in sottofondo nella tela furono distinguibili solamente le luci della strada e i riflessi nell'acqua.

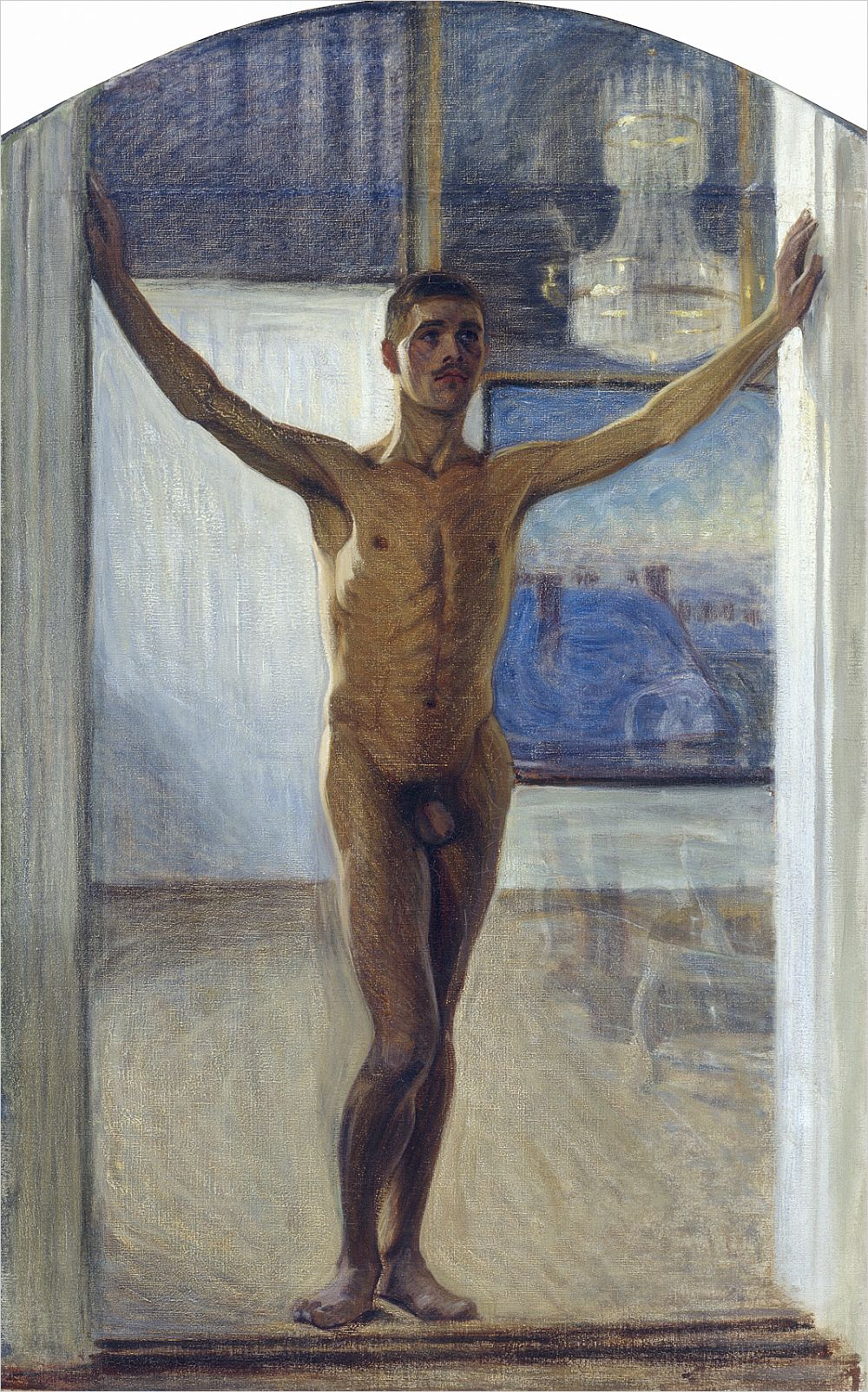
"Nudo giovanile" (1907), rappresentante Knut Nyman e conosciuto in una sauna.

Dopo il 1904, quando raggiunse un discreto successo, confessò ad un amico di essere assolutamente esausto e d non avere più alcuna voglia né forza di continuare con quello che aveva fatto fino ad allora; si avvicinò così alla pittura figurativa ed al ritratto. Nel frattempo, per contrastare i problemi di salute che lo affliggevano fin da quando era poco più di un bambino, diventò un diligente nuotatore ed appassionato dei bagni invernali. In questo periodo si recò spesso in visita presso lo stabilimento balneare della marina dove trovò nuovi soggetti da cui trarre ispeirazione per i suoi dipinti. Cominciò a dipingere gruppi di marinai mentre prendono il sole in spiaggia e giovani uomini nudi molto muscolosi, mentre si esercitano nel sollevamento pesi oppure impegnati in altri tipi di esercizio fisico.
Gli storici e i critici dell'arte della sua epoca che si sono dedicati a questo artista hanno a lungo evitato di accennare alle tendenze omoerotiche di questa fase della sua arte, ma successivamente alcuni studiosi (vedi Brummer 1999) hanno chiarito come Jansson fosse omosessuale e come, con molta probabilità, avesse avuto anche una relazione amorosa duratura con almeno uno dei suoi modelli.
A partire dal 1913 la sua salute cominciò rapidamente a deteriorarsi e due anni più tardi morì per un'emorragia cerebrale causata da un ictus.
Suo fratello Adrian (1871-1938), egli stesso omosessuale, che sopravvisse ad Eugène di molti anni, dopo la sua morte bruciò tutte le sue lettere e molta altra documentazione dell'artista, tra cui varie immagini di erotismo maschile, considerate moralmente compromettenti in quell'epoca. L'atto del fratello fu forse attuato per evitare uno scandalo, considerando che l'omosessualità era al tempo illegale e rimase perseguita penalmente in Svezia fino al 1944.

## Serie dei dipinti di nudi ginnici (1904-15)

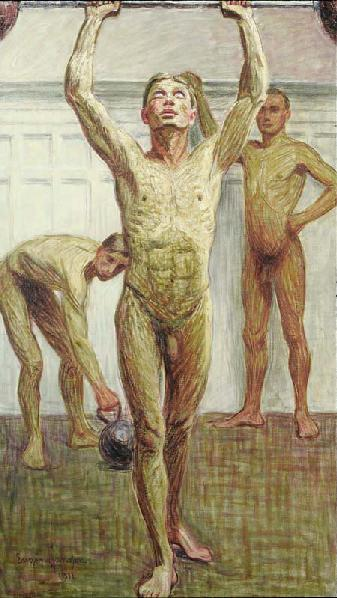
"Pushing weights with two arms"
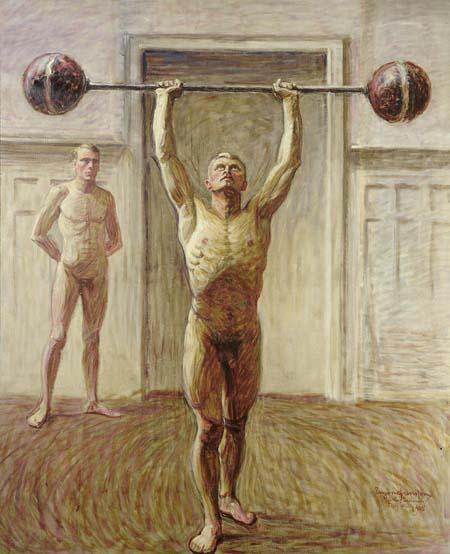
"Pushing Weights with Two Arms-2"
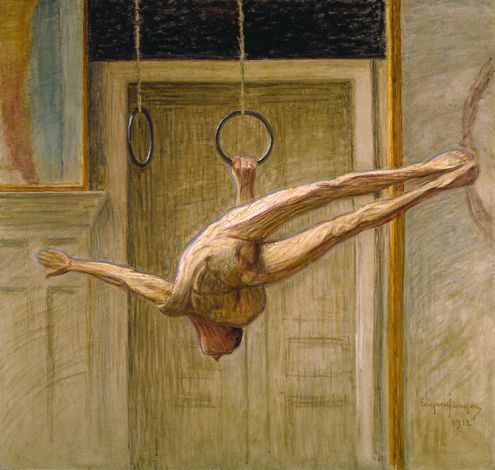
"Gymnast"
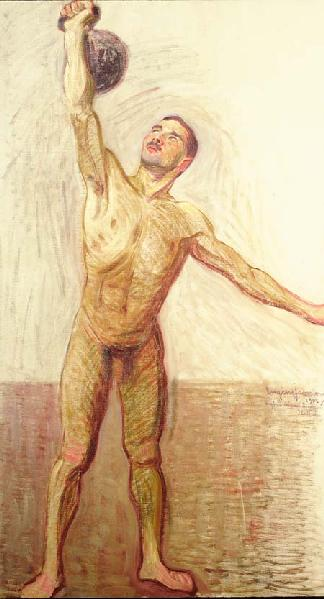
"Heavy weight lifter"
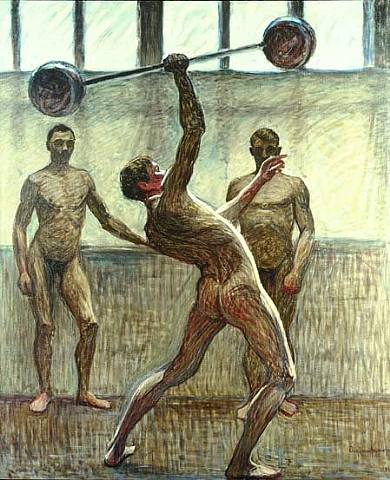
"Lifting Weights with One Arm"